# Ctenus beerwaldi
Ctenus beerwaldi är en spindelart som beskrevs av Embrik Strand 1906. Ctenus beerwaldi ingår i släktet Ctenus och familjen Ctenidae. Inga underarter finns listade i Catalogue of Life.